# Economía de la Alemania nazi
Al momento de la toma del poder de Hitler en 1933, la economía de la Alemania nazi se convirtió en un elemento crucial para la consolidación del NSDAP. En 1934, el ministro de Economía Hjalmar Schacht desarrolló una política de gasto, especialmente, destinado a obras públicas, como la construcción de autopistas. Asimismo, redujo el déficit presupuestario y luchó contra la inflación por medio de los denominados «bonos Mefo», una circulación monetaria paralela, con los cuales el Estado pagaba a las empresas. Este sistema sirvió para financiar el rearme con solo un millón de Reichsmarks de capital. Marcada por un fuerte intervencionismo, una política de obras públicas y de desarrollo del sector industrial militar, la economía se empezó a recuperar. Para 1938, el desempleo había desaparecido e incluso faltaban trabajadores para cubrir los puestos de trabajo disponibles. Si bien se promovió la autarquía, Alemania no poseía todas las materias primas que requerían su desarrollo socioeconómico, por lo que mantuvo redes de alianzas económicas.
La Segunda Guerra Mundial y el inicio de una economía de guerra condujo a Alemania a un período de privaciones y de destrucción, a pesar de haber absorbido las estructuras económicas e industriales de los territorios europeos ocupados y la explotación de la fuerza de trabajo de los deportados. El fin del Tercer Reich dejó a Alemania en una situación de colapso económico e hiperinflación, que pasó a estar bajo la dirección de las fuerzas de ocupación aliadas.

## Economía política
Al principio de su carrera política, Adolf Hitler consideraba que los asuntos económicos eran relativamente poco importantes. En 1922, Hitler afirmó que «la historia mundial nos enseña que ningún pueblo se ha convertido en grande a través de su economía, pero un pueblo puede perecer por ella» y, más tarde, concluyó que «la economía es algo de importancia secundaria». Hitler y los nazis tenían una concepción muy idealista de la historia, la cual sostenía que los acontecimientos humanos son guiados por un pequeño número de individuos excepcionales que siguen un ideal más alto. Creían que todas las preocupaciones económicas, al ser puramente materiales, no merecían su consideración. Hitler incluso llegó a culpar a todos los gobiernos alemanes previos desde Bismarck por su economicismo, y por haber «subyugado la nación al materialismo», es decir, por haber dado primacía a los factores económicos más que a los etno-culturales o territoriales.
Por estas razones, los nazis nunca tuvieron un programa económico claramente definido. El «Programa de 25 puntos» del Partido, adoptado en 1920, mencionaba varias demandas económicas, que incluían la «supresión de todos los ingresos no generados por trabajo», «la confiscación implacable de todos los beneficios de guerra», «la nacionalización de todos los negocios que se han formado en empresas», «la participación de los beneficios en las grandes empresas», «el amplio desarrollo de seguros para la vejez» y una «reforma agraria adecuada a nuestras necesidades nacionales»; sin embargo, ha sido cuestionado el grado en que los nazis apoyaron este programa en años posteriores. En los años 1920, se realizaron varios intentos por cambiar el programa o reemplazarlo por completo. Así, en 1924, Gottfried Feder propuso un nuevo programa de 39 puntos que mantenía algunos, reemplazaba otros y añadía muchos puntos completamente nuevos. Hitler se negó a permitir cualquier discusión del programa después de 1925, aparentemente, debido a que no era necesaria ninguna discusión puesto que el programa era «inviolable» y no necesitaba ningún cambio. Al mismo tiempo, Hitler nunca expresó apoyo público por el programa y muchos historiadores sostienen que, en privado, se oponía a él. Hitler no mencionó ninguno de los puntos del programa en su libro Mein Kampf y solo hablaba de él de paso como «el denominado programa del movimiento».
La visión de Hitler sobre la economía, más allá de su previa creencia de que la economía era de importancia secundaria, es debatida. La frase atribuida erróneamente a Hitler «somos socialistas, somos enemigos del actual sistema económico capitalista», en realidad corresponde a Gregor Strasser, nazi y posterior opositor a Hitler, y proviene de su libro de 1926 "Thoughts about the Tasks of the Future" «Pensamientos sobre las Tareas del Futuro». La superchería de atribuir la frase a Hitler proviene de Toland (1976), quien no aporta fuentes de su procedencia y además afirma que fue pronunciada por Hitler el 1 de mayo de 1927, pero lo cierto es que no hay evidencia documental de que fuera pronunciada ese día por Hitler. Al respecto se pueden consultar las transcripciones de los discursos de Adolf Hitler (1992, pp. 287-290).. Hitler fue claro en destacar que su interpretación del socialismo «no tenía nada que ver con el socialismo marxista», ya que «el marxismo está en contra de la propiedad; el verdadero socialismo no lo está». Posteriormente, Hitler dijo «¡Socialismo! Es una palabra por completo desafortunada [...] ¿Qué significa realmente socialismo? Si la gente tiene algo que comer y sus placeres, entonces tienen su socialismo». En privado, Hitler afirmó que «insisto absolutamente en proteger la propiedad privada [...] debemos promover la iniciativa privada». En otra ocasión, dijo que el gobierno debía tener el poder para regular el uso de la propiedad privada para el bien de la nación. Hitler creía que la falta de un programa económico preciso era una de las fortalezas del Partido nazi, al sostener que «la característica básica de nuestra teoría económica es que no tenemos ninguna teoría». Si bien no adoptó una corriente económica específica, Hitler empleó temas antisemitas para atacar los sistemas económicos de otros países, al asociar a los judíos tanto con el comunismo (bolcheviques judíos) como con el Liberalismo en época de crisis, a los cuales se opuso por igual.
Hitler también pensaba que los individuos dentro de una nación luchan entre sí por la supervivencia y tal competencia es buena para la salud de la nación, ya que promueve a los «individuos superiores» a las posiciones más altas en la sociedad. Afirmó: "Estoy firmemente convencido de que los derechos de propiedad... deben respetarse incondicionalmente. Cualquier cosa con ellos eliminaría uno de los incentivos más vitales para la actividad humana y pondría en peligro el esfuerzo futuro". 
En su discurso en el Club de industriales de Dusseldorf, el 27 de enero de 1932, Hitler explicó como la defensa de la propiedad privada requiere un equivalente político en la dictadura del Führer Así como la propiedad privada es el resultado de la desigualdad económica y derechos individuales diferentes, para defender la propiedad privada se requiere la desigualdad política, la jerarquización y la autoridad férrea.

## 1933-1939
Antes de la Segunda Guerra Mundial, los nazis colocaron a profesionales expertos a cargo de la política económica. Hitler nombró a Hjalmar Schacht, exmiembro del Partido Democrático Alemán, como presidente del Reichsbank en 1933 y ministro de economía en 1934. Al principio, Schacht continuó las políticas económicas introducidas para combatir los efectos de la Gran Depresión. Estas políticas se basaban en grandes programas de obras públicas y el fomento de la industria de armamentos, respaldados por gastos deficitarios, para estimular la economía y reducir el desempleo (que se situó en el 30% a principios de 1933). Hjalmar Schacht creó un plan para financiar el déficit, en el que los proyectos de capital se pagaron con la emisión de pagarés llamados bonos Mefo, que las empresas podrían intercambiar entre sí. Esto fue particularmente útil para permitir que Alemania se rearmara, porque esos bonos Mefo no aparecían en el presupuesto federal, por lo que ayudaron a ocultar el rearme. Hubo una gran reducción en el desempleo en los años siguientes, mientras que los controles de precios evitaron la recurrencia de la inflación. En 1938 el desempleo estaba prácticamente extinguido. Los líderes nazis fueron particulares al preparar la economía para una guerra total, ya que sentían que la Primera Guerra Mundial se había perdido en el frente interno.
Los nazis prohibieron los sindicatos independientes y prohibieron las huelgas, creando el Frente Alemán del Trabajo (DAF), que se convirtió en una de las organizaciones más grandes de Alemania, con más de 35,000 empleados de tiempo completo para 1939. También ordenaron a Schacht que pusiera más énfasis en la producción militar y el rearme. Después de la toma del poder nazi en 1933, Alemania comenzó a recuperarse lentamente de la Gran Depresión.

### Privatización
Después del Ascenso de Adolf Hitler al poder, las empresas se privatizaron en masa. De hecho, el término "privatización" fue acuñado por The Economist para describir las políticas económicas de Hitler en Alemania en referencia sobre la primera venta de acciones de la empresa estatal Preussische Bergwerks u. Hütten AG, comentando: "Toda una serie de obstáculos políticos y legales tendrán que ser tomados antes de que el camino esté despejado para desnacionalizar, o reprivatizar, en serio". Varios bancos, astilleros, líneas ferroviarias, navieras, organizaciones de asistencia social y más fueron privatizados, sin embargo dicho concepto de privatización constaba de una estricta fiscalización por parte del estado mediante uno o varios miembros del partido nazi adheridos de manera directa dentro de la directiva de cada empresa privada, lo que en resumen se reflejaba en el constante intervencionismo del estado sobre la empresa privada.
A diferencia de la Unión Soviética, el Estado nazi se abstuvo de la nacionalización generalizada de la industria. El gobierno nazi adoptó la postura de que las empresas deberían estar en manos privadas siempre que sea posible. La propiedad estatal debía ser evitada a menos que fuera absolutamente necesario para el rearme o el esfuerzo de guerra, e incluso en esos casos "el Reich a menudo insistía en la inclusión en el contrato de una cláusula de opción según la cual la empresa privada que operara una planta tenía derecho a comprarla”.
Las empresas privatizadas por los nazis incluían los cuatro principales bancos comerciales de Alemania, que habían sido propiedad pública durante los años anteriores: Commerz– und Privatbank, Deutsche Bank und Disconto-Gesellschaft, Golddiskontbank y Dresdner Bank. También se privatizaron los Deutsche Reichsbahn (Ferrocarriles alemanes), en ese momento la empresa pública más grande del mundo, Vereinigte Stahlwerke AG, la segunda sociedad anónima más grande de Alemania (la más grande fue IG Farben, que apoyó financieramente el ascenso de Hitler al poder) y Vereinigte Oberschlesische Hüttenwerke AG, una compañía que controlaba toda la producción de metales en la industria del carbón y el acero de la Alta Silesia. El gobierno también vendió varias empresas de construcción naval y mejoró los servicios público-privados a expensas de las empresas de servicios públicos de propiedad municipal. Así la economía alemana durante el nazismo funcionó como una forma de capitalismo monopolistas. Además, los nazis privatizaron algunos servicios públicos que habían sido prestados anteriormente por el gobierno, especialmente los servicios sociales y laborales, y estos fueron tomados principalmente por organizaciones afiliadas al Partido Nazi en las que se podía confiar para aplicar políticas raciales nazis.
Entre las políticas que caracterizaron la economía de la era nazi, pueden mencionarse, además de la privatización,  el desarrollo de la organización obligatoria de los industriales (carteles obligatorios), el lugar dominante que ocupan los monopolios, la ayuda considerable aportada por el Estado a la economía (bajo la forma de pedidos masivos, garantía de créditos a las empresas)  la importancia adquirida por la organización profesional, el desarrollo de la legislación de precios y la organización ofensiva de las relaciones con el mercado mundial (dumping, clearing).
Una de las razones de la política de privatización de los nazis fue consolidar la asociación entre el gobierno y los intereses comerciales. Otra razón fue financiera. Como el gobierno nazi enfrentó déficits presupuestarios debido a su gasto militar, la privatización fue uno de los métodos que utilizó para recaudar más fondos. Entre los años fiscales 1934-35 y 1937-38, la privatización representó el 1,4 por ciento de los ingresos del gobierno alemán. También hubo una motivación ideológica. La ideología nazi consideraba que el espíritu empresarial era muy importante y que “la propiedad privada se consideraba una condición previa para desarrollar la creatividad de los miembros del pueblo Alemán en el mejor interés de la gente. El liderazgo nazi creía que "la propiedad privada en sí misma proporcionaba incentivos importantes para lograr una mayor conciencia de los costos, ganancias de eficiencia y progreso técnico". Hitler advirtió contra el "manejo burocrático de la economía” que preservaría a los débiles, paralizaría el crecimiento y redistribución de riquezas y "representaría una carga para la capacidad, la industria y el valor superiores".

## 1939-1945
Desde el comienzo de la guerra se llevó a cabo un bloqueo británico que restringió seriamente el acceso de los alemanes a los mercados mundiales. El petróleo, el azúcar, el café, el chocolate y el algodón eran extremadamente escasos. Alemania utilizó la gasificación del carbón para reemplazar las importaciones de petróleo en una medida limitada, y confió en los campos petroleros rumanos en Ploiesti. Alemania dependió de Suecia para la mayoría de su producción de mineral de hierro, y confió en que España y Portugal proporcionaran tungsteno. Suiza como país neutral siguió comerciando con Alemania.
El racionamiento se introdujo para los consumidores alemanes en 1939. Sin embargo, mientras Gran Bretaña inmediatamente puso su economía en pie de guerra tan pronto como comenzó el conflicto, Alemania resistió medidas equivalentes hasta más tarde en la guerra. Por ejemplo, los nazis se mostraron reacios a aumentar los impuestos a los ciudadanos alemanes individuales para pagar la guerra, por lo que la tasa impositiva máxima sobre los ingresos personales en 1941 fue del 13,7% en Alemania, frente al 23,7% en Gran Bretaña. El gobierno alemán, en cambio, financió gran parte de su esfuerzo militar mediante el saqueo, especialmente el saqueo de la riqueza de los ciudadanos judíos y otros "enemigos", tanto en el país como en los territorios conquistados.
Durante la guerra, cuando Alemania adquirió nuevos territorios (ya sea por anexión directa o instalando gobiernos títeres en países derrotados), estos nuevos territorios se vieron obligados a vender materias primas y productos agrícolas a compradores alemanes a precios extremadamente bajos. La política de Hitler de lebensraum enfatizó fuertemente la conquista de nuevas tierras en el este y la explotación de estas tierras para proporcionar productos baratos a Alemania. Sin embargo, en la práctica, la intensidad de los combates en el Frente Oriental y la política soviética de la tierra quemada significó que los alemanes encontraron poco que pudieran usar, y, por otro lado, una gran cantidad de bienes fluyeron a Alemania desde las tierras conquistadas en el Oeste. Por ejemplo, dos tercios de todos los trenes franceses en 1941 se utilizaron para transportar mercancías a Alemania. Noruega perdió el 20% de su ingreso nacional en 1940 y el 40% en 1943.
Incluso antes de la guerra, la Alemania nazi mantenía una oferta de trabajo esclavo. Los "indeseables" (en alemán: unzuverlässige Elemente), como las personas sin hogar, los homosexuales y los presuntos delincuentes, así como los disidentes políticos, los comunistas, los judíos y cualquier otra persona que el régimen deseara fuera del camino fueron encarcelados en campos de trabajo. Esta política se multiplicó e intensificó durante la guerra, los prisioneros de guerra y los civiles fueron llevados a Alemania desde los territorios ocupados después de las invasiones de Polonia y Francia. El trabajo necesario para la economía de guerra alemana fue proporcionado por el nuevo sistema de campamentos, sirviendo como uno de los instrumentos clave del terror. Los historiadores estiman que unos 5 millones de ciudadanos polacos (incluidos los judíos polacos) pasaron por ellos Cientos de miles de personas en territorios ocupados fueron utilizados como mano de obra esclava por corporaciones líderes alemanas, entre ellas Thyssen, Krupp, IG Farben, Bosch, Blaupunkt, Daimler-Benz, Demag, Henschel, Junkers, Messerschmitt, Siemens y Volkswagen. En las zonas rurales, la escasez de mano de obra agrícola fue cubierta por trabajadores forzados de los territorios ocupados de Polonia y la Unión Soviética. En 1944, el trabajo esclavo constituía una cuarta parte de toda la fuerza laboral de Alemania, y la mayoría de las fábricas alemanas tenían un contingente de prisioneros.
La destrucción causada por la guerra y el sabotaje realizado por la Resistencia, sin embargo, significó que los territorios conquistados nunca fueron tan productivos como Alemania había esperado. Las cadenas de suministro agrícola se derrumbaron, en parte debido a la destrucción en tiempos de guerra y en parte debido al bloqueo británico que impidió la importación de fertilizantes y otras materias primas de fuera de Europa. La cosecha de granos en Francia en 1940 fue menos de la mitad de lo que había sido en 1938. Los rendimientos de los cereales también cayeron (en comparación con sus niveles de preguerra) en la propia Alemania, así como en Hungría y los Países Bajos ocupados y Yugoslavia. Las importaciones de cereales alemanes procedentes de Yugoslavia y Hungría disminuyeron en casi 3 millones de toneladas, y esto solo pudo compensarse parcialmente con el aumento de las entregas de Rumania. El carbón y el petróleo también eran escasos, de nuevo porque Alemania no podía acceder a fuentes fuera de Europa. Los suministros de petróleo de Alemania, cruciales para el esfuerzo de guerra, dependían en gran medida de las importaciones anuales de 1,5 millones de toneladas de petróleo, principalmente de Rumania.
La proporción del gasto militar en la economía alemana comenzó a crecer rápidamente después de 1942, ya que el gobierno nazi se vio obligado a dedicar más recursos económicos del país para luchar contra una guerra perdida. Las fábricas civiles se convirtieron a uso militar y se colocaron bajo administración militar. Desde mediados de 1943, Alemania cambió a una economía de guerra completa supervisada por Albert Speer. A finales de 1944, casi toda la economía alemana estaba dedicada a la producción militar. El resultado fue un aumento dramático en la producción militar, con un aumento de 2 a 3 veces de bienes vitales como tanques y aviones, a pesar de la intensificación de la campaña aérea aliada y la pérdida de territorio y fábricas. Los restaurantes y otros servicios fueron cerrados para enfocar la economía alemana en las necesidades militares. Con la excepción de las municiones para el ejército, el aumento en la producción fue insuficiente para igualar a los Aliados en cualquier categoría de producción. Parte de la producción se trasladó a la clandestinidad en un intento de ponerla fuera del alcance de los bombarderos aliados. Desde finales de 1944, los bombardeos aliados destruyeron fábricas y ciudades alemanas a un ritmo acelerado, lo que llevó al colapso final de la economía de guerra alemana en 1945 (Stunde Null). La comida se volvió drásticamente escasa. La producción de combustible sintético disminuyó un 86% en ocho meses, la producción de explosivos se redujo en un 42% y la pérdida de producción del tanque fue de un 35%. La campaña de bombardeos aliados también mató valiosa mano de obra, y Albert Speer (Ministro de Armamentos de Alemania) estimó que, en el verano de 1944, entre 200,000 y 300,000 hombres estaban empleados permanentemente para reparar instalaciones petroleras y colocar la producción de petróleo bajo tierra.